# Hans Duncker (Ornithologe)
Hans Julius Duncker (* 26. Mai 1881 in Ballenstedt, Anhalt; † 22. Dezember 1961 in Saarbrücken) war ein deutscher Ornithologe, Genetiker und Rassenhygieniker.

## Studium, Familie, Beruf und Vogelforschung

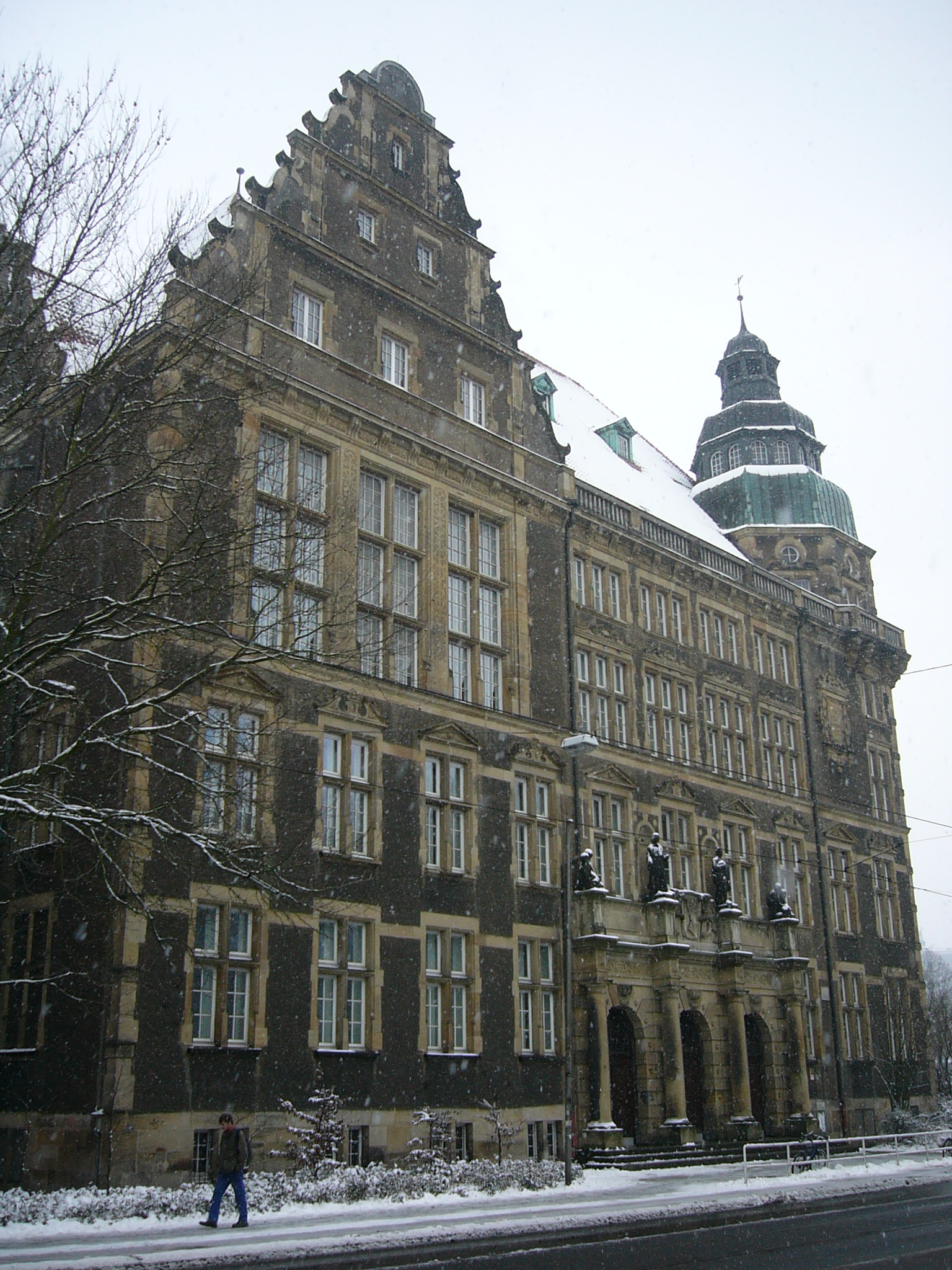
Bremer Realgymnasium

1905 erhielt Hans Duncker für die Arbeit Über den Wanderzug der Vögel den Petsche-Labarre-Preis. Sein Studium der Zoologie beendete er 1905 in Göttingen mit der Dissertation „Über die Homologie von Cirrus und Elytron bei den Aphroditiden/Ein Beitrag zur Morphologie der Aphroditiden“ bei Ernst Ehlers. Militärdienst und verschiedene Schulen folgen. Am 5. Oktober 1907 heiratete er in Dessau Elsa Zwerusmann (* 4. Juni 1884); 1908 wurde das erste gemeinsame Kind geboren. Ab 1909 arbeitete er als Lehrer für Naturwissenschaften und Mathematik am Bremer Realgymnasium. 1912 wurde er Mitglied der Deutschen Ornithologischen Gesellschaft. Am 24. April 1913 wurde sein Sohn geboren, der aber schon am 27. Januar 1914 starb. Seine zweite Tochter wurde am 28. August 1915 geboren. 1921 begann er in Zusammenarbeit mit dem Kanarienzüchter Karl Reich (1871 –  07. September 1944, siehe Wiki Englisch) Versuche an einem Kanarienstamm, der wie Nachtigallen singen sollte, stellte aber fest, dass sich bei seinen Vögeln nur das Lernverhalten verbessert hatte (Duncker 1922). Zu Anfang der 1920er Jahre begannen er und Karl Reich, mit individuenreichen Kreuzungsversuchen die Erblichkeit von Gefiederfarben und -strukturen wie zum Beispiel der Haubenbildung zu erforschen. Ab 1925 kooperierte Duncker auch mit Carl Hubert Cremer und weitete seine Experimente unter anderem auf Wellensittiche aus.
„Mit seinen großangelegten Kreuzungsexperimenten hat Duncker die Praxis der Vogelhaltung und die theoretische Naturwissenschaft erfolgreich miteinander verknüpft. Er hatte begriffen, dass Vogelhalter und Wissenschaftler gleichermaßen voneinander profitieren können.“ (Birkhead, Schulze-Hagen, Palfner 2003, S. 254.)
1927–1933 gab er die von ihm gegründete Zeitschrift Vögel ferner Länder heraus, das Vorgänger-Magazin der sogenannten AZ-Vogelinfo (AZV), welche bis heute das Mitteilungsblatt der Vereinigung für Artenschutz, Vogelhaltung und Vogelzucht (AZ) ist, und schrieb zahlreiche Fachartikel für die Gefiederte Welt, das Journal für Ornithologie sowie weitere vogelkundliche Fachzeitschriften.

## Rassenhygiene bis 1945
Duncker war in der Weimarer Republik Vorsitzender der Bremer Ortsgruppe der Deutschen Gesellschaft für Rassenhygiene, die er bereits 1923 gemeinsam mit dem Leiter der gynäkologischen Station am Evangelischen Diakonissenhaus in Bremen, Friedrich Kirstein, initiiert hatte.
1930 war Duncker Vorsitzender der Rassenhygienischen Gesellschaft Bremen. Ab 1931 war er eine der treibenden Kräfte hinter der „Rassenhygienischen Fachgesellschaft im Naturwissenschaftlichen Verein zu Bremen“, die in Zusammenarbeit mit dem Gesundheitsamt Fachvorträge mit Exponenten der NS-Rassenpolitik, etwa Robert Ritter, organisierte. Er organisierte auch Abende für SS-Referenten.
Als engagierter Eugeniker befürwortete Duncker die Zwangssterilisation von Behinderten (Meyer & Duncker 1933). 1934 erschien ein von ihm und Friedrich Lange herausgegebenes Buch, das die „Neue(n) Ziele und Wege des Biologieunterrichts“ im Nationalsozialismus beschrieb (dieses Buch wurde nach Kriegsende in der Sowjetischen Besatzungszone auf die Liste der auszusondernden Literatur gesetzt). Er arbeitete zur Genealogie alter Geschlechter, etwa der Uhden.
Duncker war vor 1933 Mitglied im Stahlhelm, dann seit November 1933 im NSLB. Am 12. Dezember 1940 beantragte er die Aufnahme in die NSDAP und wurde zum 1. Januar 1941 aufgenommen (Mitgliedsnummer 8.346.434). Er hatte Funktionen als Referent der Oberaufbauschule des BDM sowie im Rednerstab des Rassenpolitischen Amts der NSDAP inne.

## Nach dem Ende des Nationalsozialismus

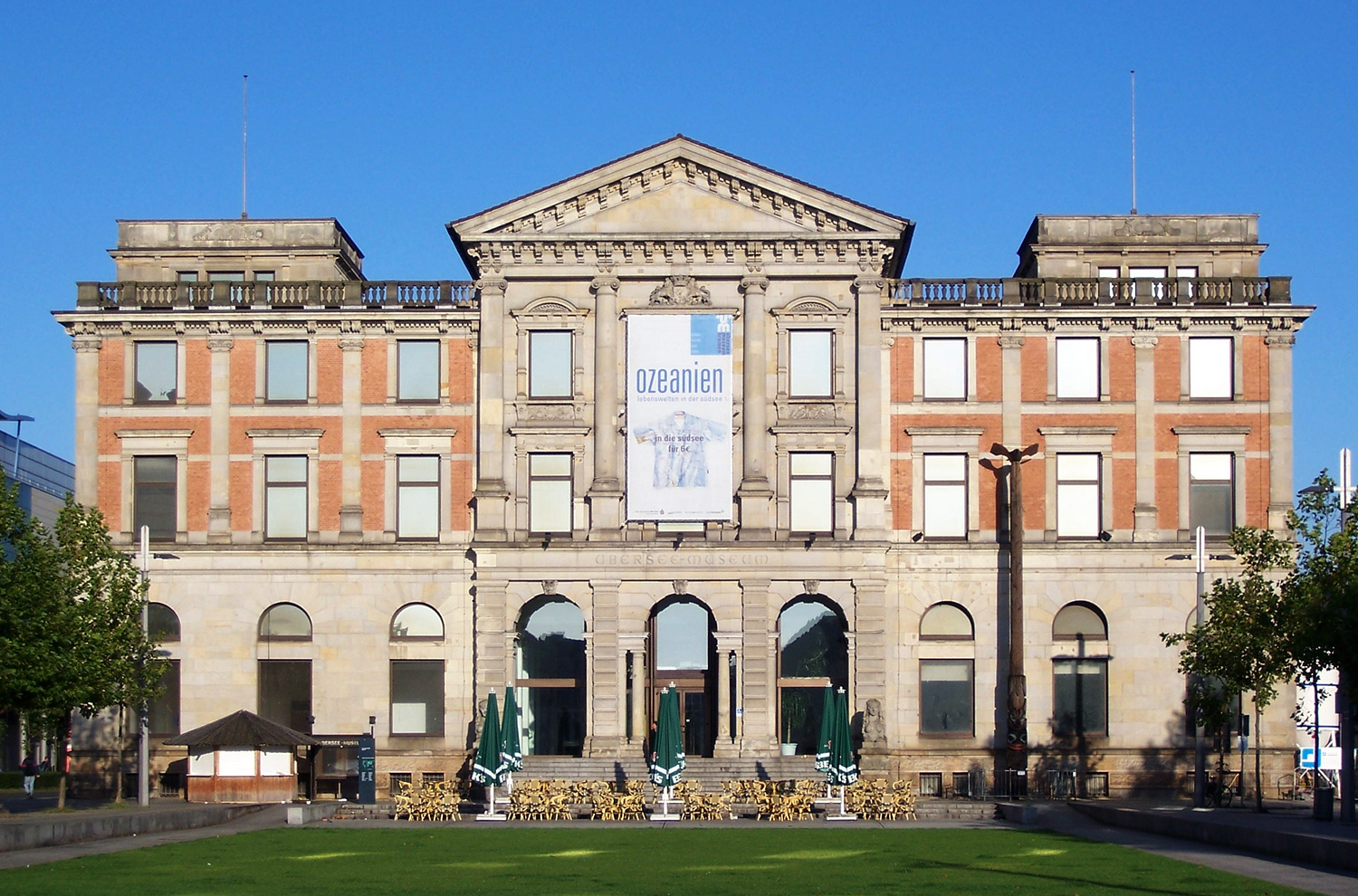
Bremer Überseemuseum

Hans Duncker wurde am 7. April 1948 als „Mitläufer“ eingestuft. Nach Ende des Nationalsozialismus widmete sich der pensionierte Studienrat dem Neuaufbau der Vogelsammlung des Bremer Überseemuseums.
1951 wurde Duncker vom Naturwissenschaftlichen Verein zu Bremen zum Ehrenmitglied ernannt. Über ihn äußerte sich noch 1990 der Anthropologe Hubert Walter: „Es ist nicht bekannt, daß Duncker sich mit seinen rassehygienischen Aktivitäten auseinandergesetzt hat.“

## Zitate
„Wir wollen es unserem Führer Adolf Hitler danken, … dass die erbgesunde fortpflanzungsfrohe Familie des Mittelstandes ganz besonders pfleglich behandelt werden soll im neuen Staat.“

## Publikationen (Auswahl)
- Die Verbreitung der Gattung Emberiza, eine ornitho-gengeographische Studie; in Journal für Ornithologie, 60. Jhrg., H. 1, 1912 (S. 69–93)
- Die Krise der heutigen Naturwissenschaft; in Naturwissenschaftliche Wochenschrift, Jhrg. 18, Nr. 52, 1919 (S. 761–766)
- Vererbungsversuche an Kanarienvögeln III : Haubenfaktor, Weißfaktor, Scheckproblem; in Journal für Ornithologie; 72. Jhrg., H. 3, 1924 (S. 314–381)
- Genetik der Kanarienvögel.; in Der Züchter, 1. Jhrg., H. 4, Bremen 1929
- Erblichkeitsverhältnisse bei Vögeln. in der Schriftenreihe Proceedings of the 7. international Ornithological Congress at Amsterdam. 1930
- Genetik der Wellensittiche. in Der Züchter; Jg. 2, H. 5, Bremen 1930
- Neue Ziele und Wege des Biologieunterrichts. hrsg. von Hans Duncker und Friedrich Lange. Diesterweg, Frankfurt am Main 1934.
- Das Anwachsen der Nachkommenschaft des Ratskämmerers Peter Uhden in Egeln (1623–1684). In: Die Rasse. Band 7, 1940, S. 256–256.
- Uhde-Geschlecht. Verlag C.A. Starke, 1940. (Inhalt der ersten Lieferung: Vorgeschichte der Uhdes, die Urkundensammlung zur Uhde-Geschichte und die Nachkommenstafeln der Linien 1–3. Druckfahne)